# Lochmorhynchus senectus
Lochmorhynchus senectus là một loài ruồi trong họ Asilidae. Lochmorhynchus senectus được Wulp miêu tả năm 1882. Loài này phân bố ở vùng Tân nhiệt đới.